# Agent Provocateur (album)
Pour les articles homonymes, voir Agent provocateur.
Albums de Foreigner
Records
(1982) Inside Information
(1987)
Singles
1. I Want to Know What Love Is
Sortie : 13 novembre 1984
2. That Was Yesterday
Sortie : Février 1984
3. Reaction to Action
Sortie : Avril 1985
4. Growing Up the Hard Way
Sortie : Mai 1985
5. Down on Love
Sortie : Septembre 1985

Agent Provocateur est le cinquième album studio de Foreigner, sorti le 7 décembre 1984.
L'album s'est classé 1er au UK Albums Chart, 4e au Billboard 200 et 49e au Top R&B/Hip-Hop Albums.À
À noter parmi les musiciens invités sur l'album la présence de grands noms de la musique rock, dont Bob Mayo que l'on a déjà retrouvé sur le précédent disque de Foreigner 4 et qui fut le pianiste et guitariste de Peter Frampton. Aussi Tom Bailey le chanteur des Thompson Twins, Larry Fast le claviériste de Peter Gabriel, Dave Lebolt qui joua entre autres avec Steve Hackett ainsi que le chanteur Ian Lloyd

## Liste des titres
Toutes les chansons sont écrites et composées par Lou Gramm et Mick Jones, sauf mention contraire.
| No  | Titre                       | Auteur | Durée |
| --- | --------------------------- | ------ | ----- |
| 1.  | Tooth and Nail              |        | 3:54  |
| 2.  | That Was Yesterday          |        | 3:46  |
| 3.  | I Want to Know What Love Is | Jones  | 5:04  |
| 4.  | Growing Up the Hard Way     |        | 4:18  |
| 5.  | Reaction to Action          |        | 3:57  |
| 6.  | Stranger in My Own House    | Jones  | 4:54  |
| 7.  | A Love in Vain              |        | 4:12  |
| 8.  | Down on Love                |        | 4:08  |
| 9.  | Two Different Worlds        | Gramm  | 4:28  |
| 10. | She's Too Tough             |        | 3:07  |

## Foreigner
- Lou Gramm – chant, percussions
- Mick Jones – guitares, basse, synthétiseurs, chœurs
- Rick Wills – basse, chœurs
- Dennis Elliott – batterie

## Personnel additionnel
- Tom Bailey du groupe Thompson Twins – claviers sur "I Want to Know What Love Is", chœurs
- Bob Mayo – claviers, chœurs
- Jack Waldman – claviers
- Wally Badarou – synthés, claviers
- Brian Eddolls – synthés
- Larry Fast – synthés
- Dave Lebolt – synthés
- Mark Rivera – saxophone, chœurs
- Ian Lloyd – chœurs
- Don Harper – chœurs sur "I Want to Know What Love Is"
- Jennifer Holliday – chœurs et arrangements sur "I Want to Know What Love Is"
- New Jersey Mass Choir of the GMWA – chœurs sur "I Want to Know What Love Is"

## Certifications
| Pays        | Association | Certification | Ventes     |
| ----------- | ----------- | ------------- | ---------- |
| Allemagne   | BVMI        | Platine       | 500 000+   |
| États-Unis  | RIAA        | 3 × Platine   | 3 000 000+ |
| France      | SNEP        | Or            | 100 000+   |
| Royaume-Uni | BPI         | Platine       | 300 000+   |
| Suisse      | SNEP        | Platine       | 50 000+    |